# Filippo di Tessalonica
Filippo di Tessalonica (in greco antico: Φίλιππος?, Phílippos; Tessalonica, ... – ...; fl. I secolo) è stato un epigrammista greco del I secolo d.C., compilatore di una delle più antiche antologie di epigrammi.

## Biografia
Non si sa molto della vita di Filippo. Nato a Tessalonica, o proveniente da quella città, Filippo visse a Roma all'epoca degli imperatori giulio-claudi.
Infatti, dedicò la propria antologia di epigrammi ad un certo Camillo, identificabile con Lucio Arrunzio Camillo Scriboniano, che fu console nel 32 d.C. e che dieci anni dopo avrebbe guidato un fallito tentativo di congiura contro l'imperatore Claudio; se a ciò si aggiunge che nessuno degli epigrammi che raccolse, compresi i suoi, allude a eventi posteriori a Caligola, se ne deduce che Filippo avrebbe raggiunto la propria maturità poetica negli anni Trenta-Quaranta del I secolo d.C.

## Opere
Fu autore di un'antologia di epigrammi intitolata Στέϕανος (La Corona) come l'omonima antologia di Meleagro di Gadara, che Filippo cerca di emulare con la propria opera. L'antologia di Filippo conteneva sia epigrammi propri che epigrammi di altri poeti suoi contemporanei o vissuti fra il tempo di Meleagro e il suo. Ne nomina 14 nel proemio dell'opera, (Antipatro di Tessalonica, Crinagora di Mitilene, Antifilo, Tullio Laurea, Filodemo, Parmenione, Antifane di Macedonia, Automedonte, Diodoro Zona, Bianore, Antigono, Diodoro Sardiano, Eveno) ma conteneva certamente epigrammi di molti altri poeti, almeno altri dodici poeti (Secondo di Taranto, ecc.). A differenza dell'antologia di Meleagro, organizzata tematicamente, nell'antologia di Filippo le composizioni si succedevano secondo l'ordine alfabetico delle parole iniziali degli epigrammi. L'antologia di Filippo ci è giunta in quanto incorporata sia nell'Antologia Planudea che nell'Antologia Palatina.
Di Filippo stesso restano 72 epigrammi, che non si segnalano se non per la consueta ripresa, in chiave variata, di argomenti ormai topici, in uno stile scolastico e piuttosto arido.